# Güterberg
Güterberg ist ein Ortsteil der amtsfreien Gemeinde Uckerland im Landkreis Uckermark in Brandenburg.

## Lage
Güterberg liegt im Nordwesten der Gemarkung und grenzt mit seiner nördlichen Grenze mit dem Gemeindeteil Carolinenthal an Mecklenburg-Vorpommern. Südwestlich grenzen die weiteren Uckerländer Ortsteile Fahrenholz mit Lindhorst sowie Lübbenow an. Der Großteil der Fläche wird landwirtschaftlich benutzt. Die Wohnbebauung konzentriert sich um Carolinenthal sowie den historischen Dorfanger von Güterberg im südöstlichen Teil der Gemarkung. Im westlichen Bereich befindet sich eine Niederung, das Große Schweinebruch, das mit mehreren unbenannten Gräben entwässert wird. An diese schließt sich östlich – und damit südlich von Carolinenthal – eine weitere, kleinere Niederung, das Kleine Schweinebruch an. Die höchste Erhebung ist mit 105,6 m Höhe der östlich gelegene Pappelberg.

## Geschichte
Die Gemeinde Uckerland gibt auf einer Informationstafel im Dorfanger an, dass der Ort vermutlich im 13. Jahrhundert gegründet wurde. In den folgenden Jahrhunderten fiel er vermutlich wüst und wurde erstmals 1608 urkundlich als Guetterberch erwähnt. Zu dieser Zeit stellen kurfürstliche Landreiter fest, dass dort ein Rittersitz des Jurg von Blankenbergeh bestand. Allerdings existiert ein Auszug aus einem Kirchenvisitationsprotokoll aus dem Jahr 1543, in dem Jüterberg benannt wurde. Das Jahr 1543 kann demnach als Ersterwähnung angesehen werden.
Aus dem Jahr 1550 ist bekannt, dass die Familie von Blankenburg Anteile am Dorf hielt und bis 1622 die Herrschaft über Güterberg besaß. Ebenfalls erschien bereits im 16. Jahrhundert die Familie von Arnim sowie eine Familie Fahrenholz. Diese hatte offenbar keinen (männlichen) Nachfahren, so dass ihr Anteil an die von Arnims kam. Im Jahr 1650 gehörte das Gut zum einen Otto von Eichstedt sowie zum anderen Friedrich von Winterfeld. Der Eichstedt´sche Anteil kam zum Ende des 17. Jahrhunderts an die Familie von Arnim. Ab 1658 hielt die Familie von Winterfeld ein Drittel des Ortes. 1698 entstand eine erste Dorfkirche. Ernst Fidicin schrieb dazu in seinen Territorien der Mark Brandenburg: Oder Geschichte der einzelnen Kreise, Städte, Rittergüter und Dörfer in derselben, Band IV. Die Kreise Prenzlau, Templin und Angermünde, Berlin, dass Hans Christoph von Arnim sowie Hans Ernst von Winterfeld den Kurfürsten Friedrich III. im besagten Jahr um die Genehmigung zum Bau einer Kirche baten. Das Kirchenpatronat lag bei der Gutsherrschaft von Güterberg.
Hans Ernst von Winterfeld ließ im Jahr 1700 in Gebäude errichten. Experten vermuten, dass es sich um ein eingeschossiges Gebäude mit Fachwerk und Strohdach gehandelt haben könnte. Er nutzte es bis 1728 und siedelte in diesem Jahr nach Menkin über. Aus dem Jahr 1711 existiert ein Lehnsbrief, nach dem der Rittmeister Anton Dietlef von Arnim 265 Morgen Heide, die „Teiche auf dem Felde Güterberg“ sowie die Fischereirechte „in den Teichen auf dem Wismarschen Felde“ besaß. Hinzu kamen der Demenzsee sowie ein Teil des Schwarzensees. Das Gut ging an Siegismund Dietloff von Winterfeld, der 1764 in Menkin verstarb. Seine Frau nutzte Güterberg anschließend als Witwensitz. Ihr Sohn, Adam Ernst Dietloff von Winterfeld bewirtschaftete das Gut, hielt sich aber nur gelegentlich im Ort auf. Im Jahr 1745 entstand nordöstlich des Guts das Guterboksche Vorwerk Mückenkrug, das seit 1817 unter dem Namen Carolinenthal geführt wird. Es handelte sich dabei um die Wohnung eines Jägers, zu der 1366 Morgen Fläche gehörten, darunter 780 Morgen Acker, 117 Morgen Wiese und 450 Morgen Wald. Sein Bruder, Vivigenz Alexander Christian erbte 1776 seine Anteile und verkaufte sie noch im gleichen Jahr an Hans Anton Joachim von Arnim. Sie besaß nun den gesamten Ort. Die Gemarkung des Ritterguts umfasste nun 1580 Morgen, darunter 1500 Morgen Acker und 50 Morgen Wiese. Im Jahr 1803 bestand es aus einem Wohnhaus mit 13 Einwohnern. Bis 1816 wuchs der Bestand auf fünf Wohnhäuser mit 54 Einwohnern an; 1861 waren es fünf Wohn- und neun Wirtschaftsgebäude mit 86 Einwohnern.

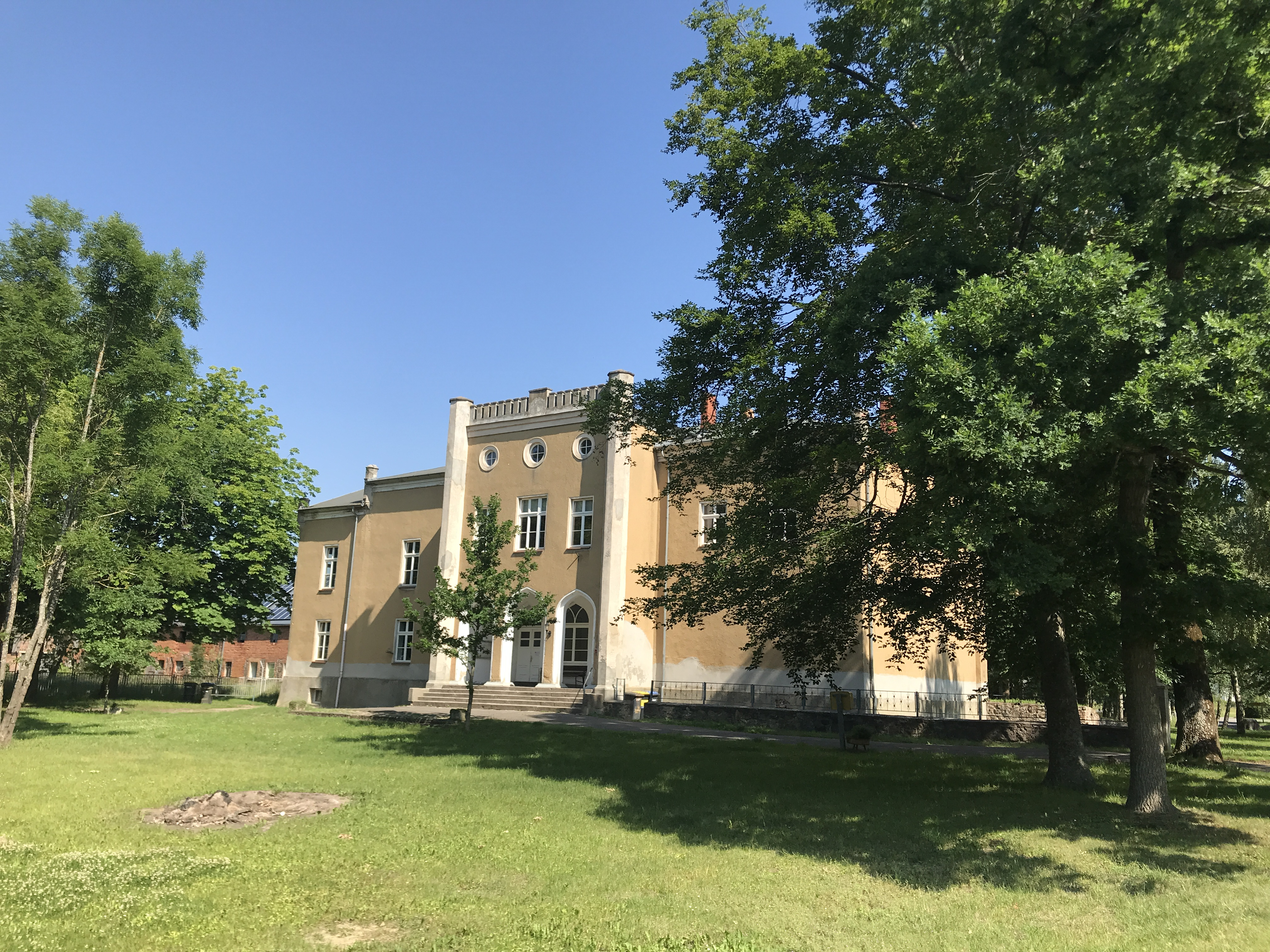
Gutshaus von 1840/1842

Die Familie von Arnim ließ von 1840 bis 1842 am nordöstlichen Siedlungsrand der Gemeinde eine neue Kirche errichten. Im Jahr 1870 entstand das im Jahr 2020 noch vorhandene ein Gutshaus, das sich an das im Jahr 1700 errichtete Gebäude anschloss.
Vom 11. bis 13. September 1911 fand in der Region ein Kaisermanöver statt. Das Schiedsgericht verfolgte vom Pappelberg aus die Truppenbewegungen. Der letzte Besitzer des Dorfes war Dietloff von Arnim. Er nutzte das Gebäude als Jagdschloss. Seine Familie flüchtete im April 1945 vor der Roten Armee. Sie konnten jedoch nicht schnell genug fliehen und nahmen sich das Leben.
Nach dem Zweiten Weltkrieg wurde das Gutshaus von 1948 bis 1969 als Schule genutzt. Nachdem die Rote Armee abgezogen war, zog der Rat der Gemeinde in das Gebäude ein. Es entstand eine Post, eine Konsum-Verkaufssstelle, eine Gaststätte, ein Kindergarten und ein Gemeindesaal. Weitere Räume wurden als Büro für die LPG genutzt. Es entstanden eine Betriebsküche mit einem Speiseraum und Mietwohnungen.
Seit der Wende wird das ehemalige Gutshaus als Gemeindehaus mit Jugendclub und Sportraum genutzt. 1994 errichtete ein Betreiber auf dem Pappelberg eine 65 m hohe Windkraftanlage. Seit 1996 erinnert eine Aussichtsplattform, die Kaiser-Manöver-Terrasse an das Kaisermanöver. Güterberg wurde mit Wirkung zum 31. Dezember 2011 nach Uckerland eingemeindet.

## Kultur und Sehenswürdigkeiten

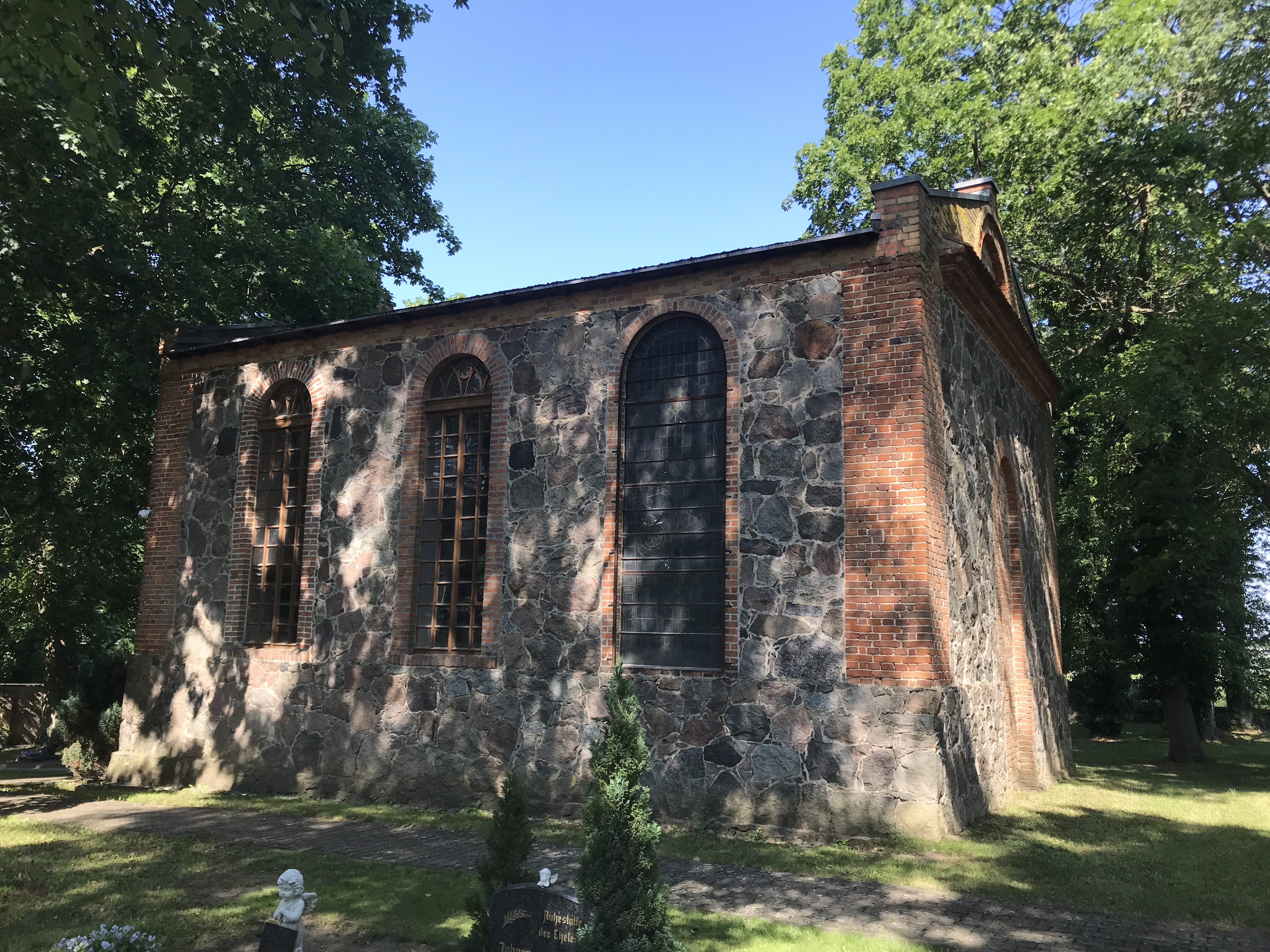
Dorfkirche Güterberg

- Die Dorfkirche Güterberg ist eine Saalkirche im Rundbogenstil aus den Jahren 1840 bis 1842. Die Kirchenausstattung stammt aus der Bauzeit. Die Ostfenster im Norden und Süden zeigen figürliche Glasmalereien und stammen aus dem Jahr 1913.
- Das Gutshaus Güterberg ist ein zweigeschossiger, neunachsiger Putzbau mit Mittelrisalit. Es dient im Jahr 2020 als Dorfgemeinschaftshaus und wird vom Güterberger Dorfverein für Veranstaltungen und Feiern genutzt.
- Schwedengrab mit dreizehn als Rondell gepflanzten Winterlinden in Carolinenthal am Ortsausgang Richtung Strasburg.
- Aussichtsplattform Kaiser-Manöver-Terrasse auf dem Pappelberg

## Wirtschaft, Infrastruktur und Verkehr
Im Ort existieren neben mehreren landwirtschaftlichen Betrieben eine Autowerkstatt sowie eine Tankstelle. Güterberg wird durch die Landstraße 255 erschlossen, die von Norden aus Mecklenburg-Vorpommern in südlicher Richtung nach Fahrenholz führt. Im nördlichen Teil des Dorfzentrums zweigt die Straße Güterberg nach Westen ab und bindet Carolinenthal an. Nach Osten und Südosten bestehen Verbindungen nach Milow und Lübbenow. Über die Buslinie 414 besteht eine Anbindung nach Bandelow, Hetzdorf und Wolfshagen.
Die Bahnstrecke Prenzlau–Strasburg führte durch Güterberg, wo es eine Station gab. 1995 wurde der Verkehr eingestellt.